# Șeitin
Șeitin é uma comuna romena localizada no distrito de Arad, na região histórica da Transilvânia. A comuna possui uma área de 66.80 km² e sua população era de 3003 habitantes segundo o censo de 2007.